# Cultura di Maadi
La cultura di Maadi fu una cultura del neolitico egizio evolutasi nei primi due terzi del IV millennio a.C..  Il termine "Maadi" viene utilizzato anche per fare riferimento all'omonimo sito archeologico.

## Caratteristiche

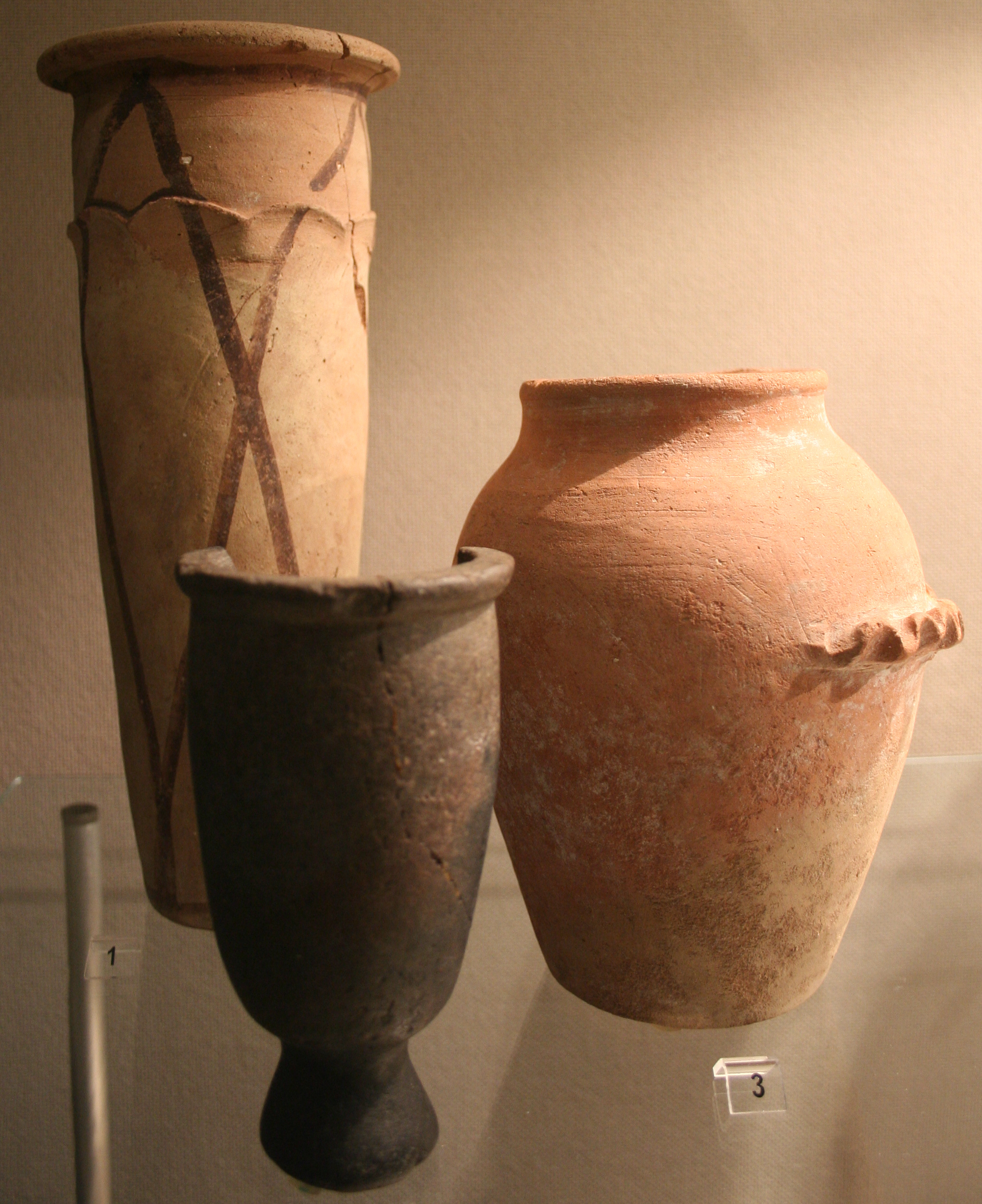
Vasi e bottiglie a botte, inizio IV millennio a.C.

La cultura di Maadi prende il nome dal sito archeologico omonimo posto a sud-est de Il Cairo, nel Basso Egitto.
Le campagne di scavo archeologico hanno riportato alla luce un vasto insediamento e due grandi necropoli annesse. All'interno dell'abitato sono stati rinvenuti in grande quantità degli utensili in rame, testimonianze rare durante il neolitico, come aghi, lame e asce.
Gli oggetti in rame lasciano intuire scambi commerciali con la Palestina meridionale, la Mesopotamia e l'Alto Egitto. Il commercio con la Mesopotamia è testimoniato dal ritrovamento di alcuni cunei in argilla, che sono simili a quelli utilizzati nello stesso periodo a Uruk per decorare i santuari. Gli scambi commerciali con l'Alto Egitto, invece, sono largamente testimoniati dai ritrovamenti di ceramiche e tavolette di scisto.
La cultura di Maadi è riscontrabile anche al di fuori del sito omonimo, infatti ne sono state ritrovate tracce anche a Buto.

## Sepolture e corredi
Le sepolture di questa cultura erano semplici fosse ovali, scavate nel terreno a poca profondità, chiuse da una copertura di canne e papiro. Il defunto veniva adagiato, in posa rannicchiata, sul fianco destro e con le mani davanti al volto. Il corredo funebre deposto accanto alla salma era costituito da vasi in ceramica (detti vasi a botte, per la loro forma) provvisti di un piede conico e un leggero curvamento verso l'esterno del bordo superiore, conchiglie, spille e pettini.